# Хагига
«Хагига» (др.-евр. חגיגה‬, chagigah — «праздничная жертва», «праздничное приношение», от חג‬ — «праздник») — трактат в Мишне, Тосефте, Вавилонском и Иерусалимском Талмуде, последний в разделе Моэд. Содержит законы о жертвах, которые следовало приносить в Иерусалимском храме во время паломнических праздников (שלוש רגלים).

## Предмет рассмотрения
В Моисеевом законе говорится о трёх праздниках, в которые каждый израильтянин был обязан посетить святилище:

Три раза в году весь мужеский пол должен являться пред лице Господа, Бога твоего, на место, которое изберёт Он: в праздник опресноков, в праздник седмиц и в праздник кущей; и [никто] не должен являться пред лице Господа с пустыми [руками], но каждый с даром в руке своей, смотря по благословению Господа, Бога твоего, какое Он дал тебе.
— Втор. 16:16, 17
Согласно Мишне, упомянутые здесь дары состояли из двух видов жертвоприношений: всесожжение, которое называлось ראייה (рейя — букв. «всесожжение видения» или «предстояния») и мирная жертва — «хагига», предназначенная для праздничной трапезы. Порядок принесения этих жертв является предметом рассмотрения данного трактата (в одной из рукописей Тосефты этот трактат называется не «Хагига», а «Рейя»). Трактат является относительно коротким и несложным по содержанию, вследствие чего часто выбирается для изучения перед бар-мицвой.

## Содержание
Трактат «Хагига» в Мишне состоит из 3 глав и 23 параграфов.
- Глава первая определяет понятия «рейя[ивр.]» и «хагига» и разбирает вопрос о том, кто и в каком порядке должен приносить эти жертвы. От обязанности принесения праздничных жертв освобождаются женщины, дети, рабы, больные, старики и т .п.; обсуждаются вопросы о минимальной стоимости, времени принесения этих жертв и т. д.
- Глава вторая начинается с перечисления тем, имеющих ограничения для их обсуждения. Далее разбираются некоторые частные вопросы, связанные с праздничными жертвоприношениями: следует ли возлагать на них руки, и как приносить их в праздник Шавуот (в Синодальном переводе — праздник седмиц), который, в отличие от двух других праздников, продолжается всего один день. Конец второй главы тематически относится к концу третьей, он перенесён, очевидно, с тем, чтобы не закончить вторую главу саддукейским учением[1].
- Глава третья говорит об особенностях соблюдения ритуальной чистоты относительно жертвоприношений.

## Затрагиваемые темы
- Мишна 1:8 приводит примеры того, насколько тот или иной раздел иудейского религиозного закона имеет основание в Торе. Здесь признаётся, что обычай разрешения обетов вообще не имеет под собой законного основания, а постановления о соблюдении субботнего покоя, незаконном использовании святынь и праздничных жертвах подобны «горам, висящим на волоске», поскольку разработаны на основании нескольких строк в Писании. В противоположность им ставятся законы о суде, храмовой службе, ритуальной нечистоте и запрещённых браках, о которых в Торе сказано подробно.
- Мишна 2:1 говорит о недопустимости, с точки зрения благопристойности, публичного обсуждения тех глав Библии, которые касаются преступлений против нравственности (ивр. עריות‎); разбор таких глав допускается в присутствии не больше, чем двух слушателей. Главу же о сотворении мира (ивр. מעשה בראשית‎) и исследование заключающихся в ней тайн учитель может передавать только одному ученику, но не двум сразу. Наконец, глава пророка Иезекииля, где говорится о «небесной колеснице» (Меркава), может быть преподана учителем одному только слушателю, и то такому, который настолько подготовлен, что по одним намекам постигнет глубокие тайны. Тосефта развивает эту тему, приводя историю о четырёх мудрецах, увидевших рай: Симон бен-Аззай умер, Бен-Зома[англ.] потерял рассудок, Элиша бен Абуя отошёл от веры, и только Рабби Акива «вышел с миром».